# 格雷斯洛克 (明尼蘇達州)
格雷斯洛克（英語：Gracelock）是位於美國明尼蘇達州契皮瓦縣哈夫洛克鎮區的一個非建制地區。

## 地理
格雷斯洛克所處的海拔為高於海平面315米（即1033英呎），而該地所採用的時區為UTC-6，即北美中部時區（CST）。同時該地設有夏令時間，為UTC-6調快一小時，即UTC-5（CDT）。